# Rhizamoeba saxonica
Rhizamoeba saxonica – gatunek eukariotów należący do kladu Tetramitia z supergrupy excavata.
Trofozoit osiąga wielkość 12,5 – 45 μm. Przeważnie posiada jedno jądro, czasami 2 lub 3 jądra.
Występuje w Morzu Północnym.